# 贾巴尔普尔专区
贾巴尔普尔专区是印度中央邦所辖的一个专区。
该专区的行政中心为贾巴尔普尔。贾巴尔普尔专区目前辖有巴拉加特县、钦德瓦拉县、丁多里县、贾巴尔普尔县、卡特尼县、曼德拉县、纳尔辛哈布尔县、西奥尼县8个县。贾巴尔普尔专区面积为58324 km²，总人口为1012,2312人(2001年)，平均人口密度为174人/km²。